# 朱格朱爾山脈
朱格朱爾山脈是俄羅斯的山脈，西端從西伯利亞東部沿著鄂霍次克海西北岸一直延伸，而東端從外興安嶺往東北方向延伸約1,500公里，是人跡罕至的地區。
58°N 136°E / 58°N 136°E